# Scopula griseolineata
Scopula griseolineata är en fjärilsart som beskrevs av W. Warren 1900. Scopula griseolineata ingår i släktet Scopula och familjen mätare. Inga underarter finns listade.